# Ishania perforata
Ishania perforata är en spindelart som beskrevs av Rudy Jocqué och Léon Baert 2002. Ishania perforata ingår i släktet Ishania och familjen Zodariidae.
Artens utbredningsområde är Guatemala. Inga underarter finns listade i Catalogue of Life.